# Vlkas
Vlkas é um município da Eslováquia, situado no distrito de Nové Zámky, na região de Nitra. Tem 6,7 km² de área e sua população em 2018 foi estimada em 327 habitantes.

## Demografia
| Ano:        | 1994 | 2004    | 2014   | 2024   |
| ----------- | ---- | ------- | ------ | ------ |
| Broj ljudi: | 380  | 307     | 334    | 303    |
| Razlika:    |      | -19,21% | +8,79% | -9,28% |

| Ano:               | 2023 | 2024   |
| ------------------ | ---- | ------ |
| Número de pessoas: | 316  | 303    |
| Diferença:         |      | -4,11% |